# Ислочь
Ислочь (бел. Іслач) — река в Беларуси, протекает по территории Минской и Гродненской областей.
Длина реки − 102 км, площадь водосборного бассейн — 1330 км². Исток реки находится около деревни Глушинцы в Дзержинском районе Минской области. Река протекает по Минской возвышенности, в нижнем течении — по Налибокской пуще, после чего впадает в Западную Березину у деревни Бакшты. Ширина реки — 10-40 м, долины — до 500 м, берега обрывистые, русло извилистое. На реке есть несколько островов. Для регулирования стока построено три плотины.
Основные притоки: Яршевка, Першайка, Воложинка (правые); Выганичанка, Волма, Вяча (левые).
Ислочь — одна из немногих рек страны, где водится ручьевая форель (Salmo trutta fario).

## Галерея

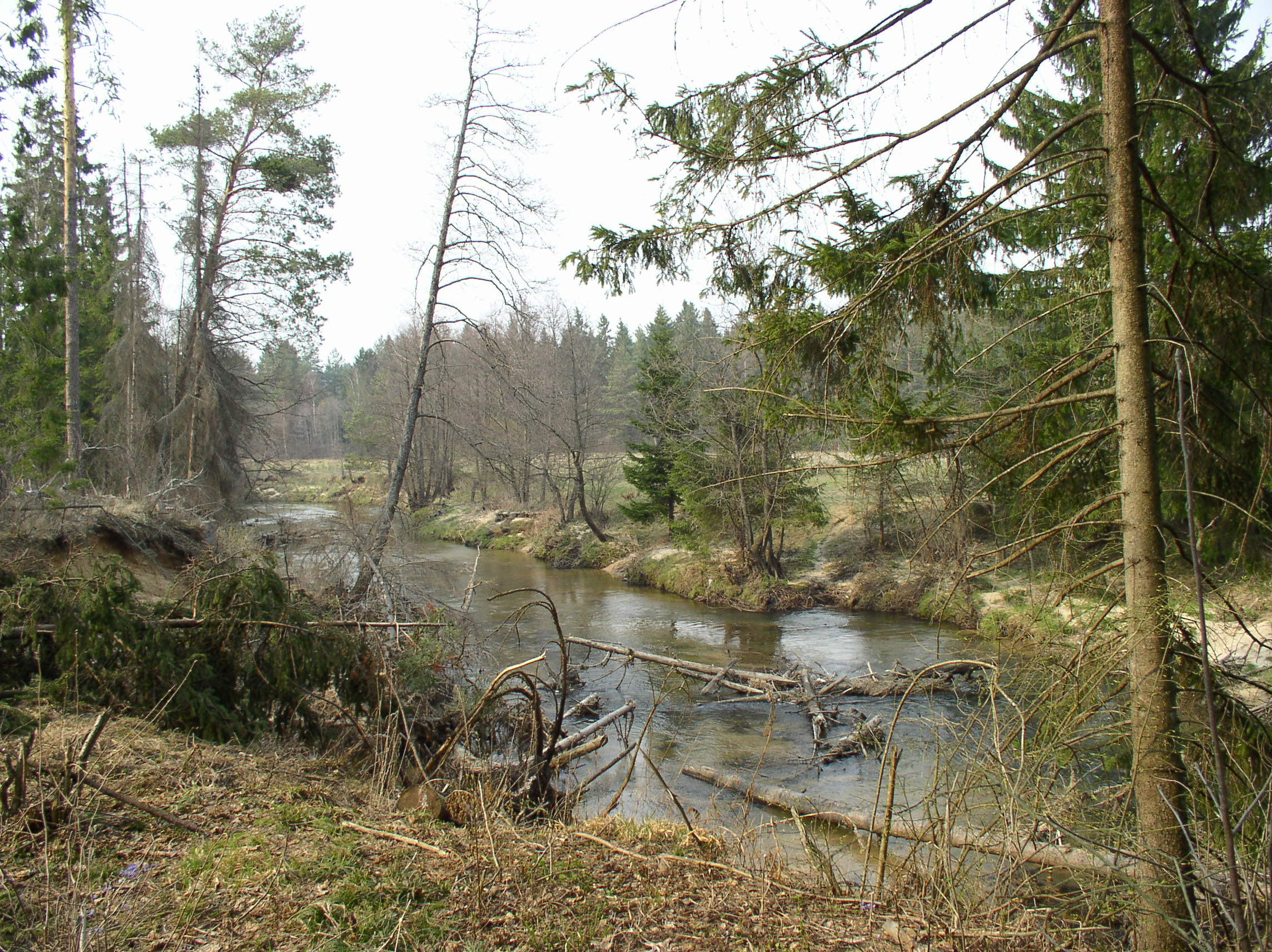
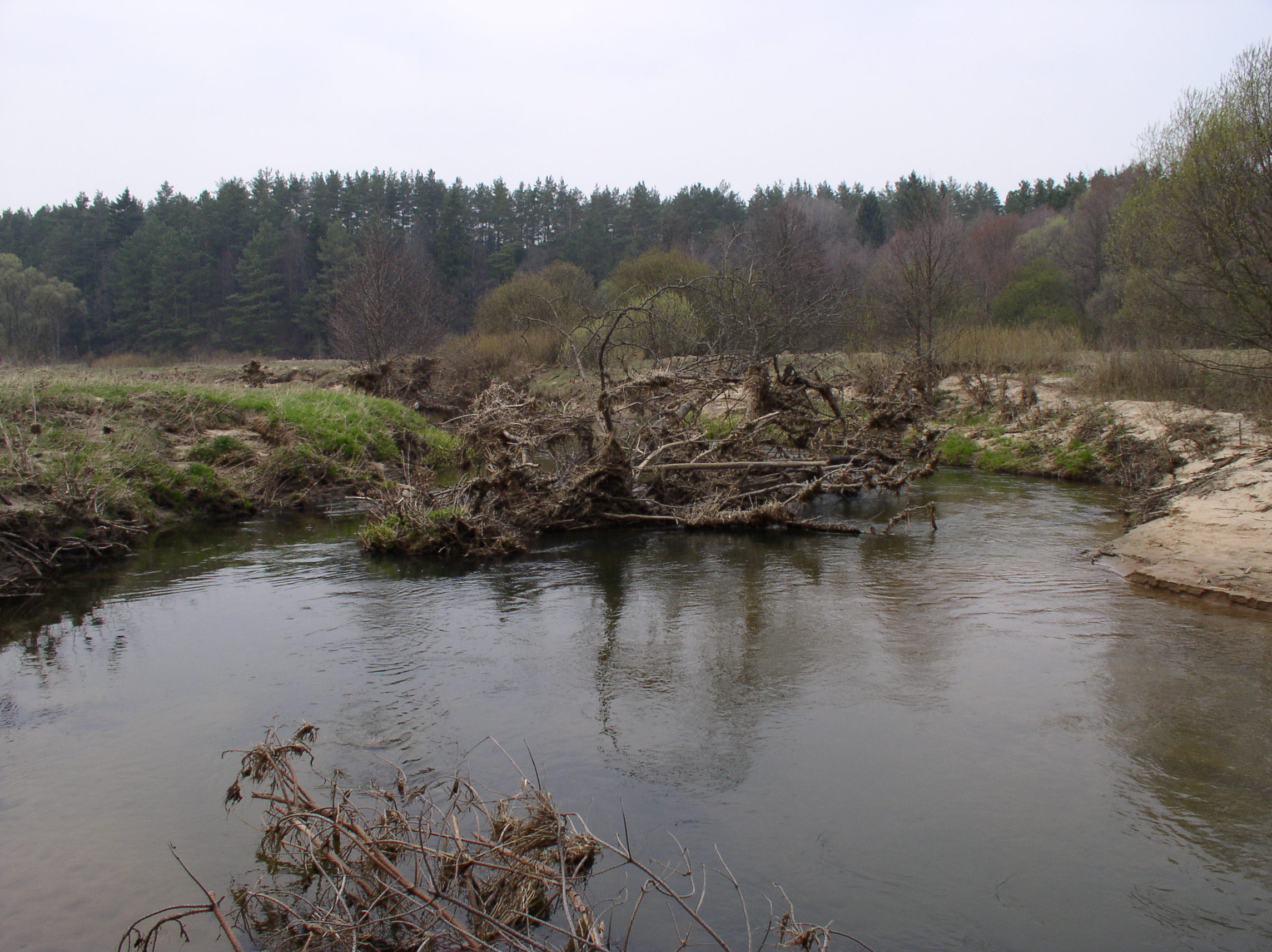
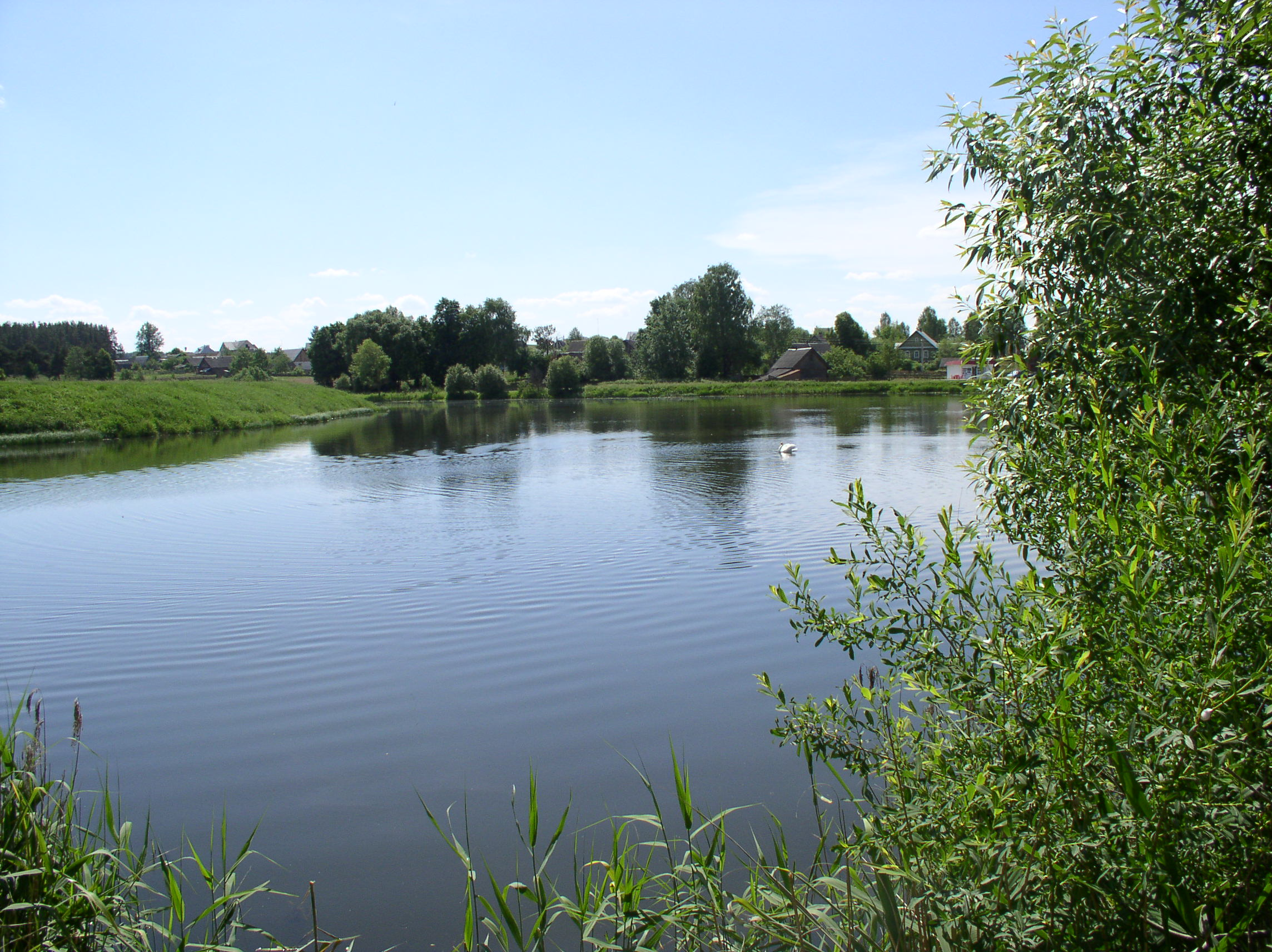
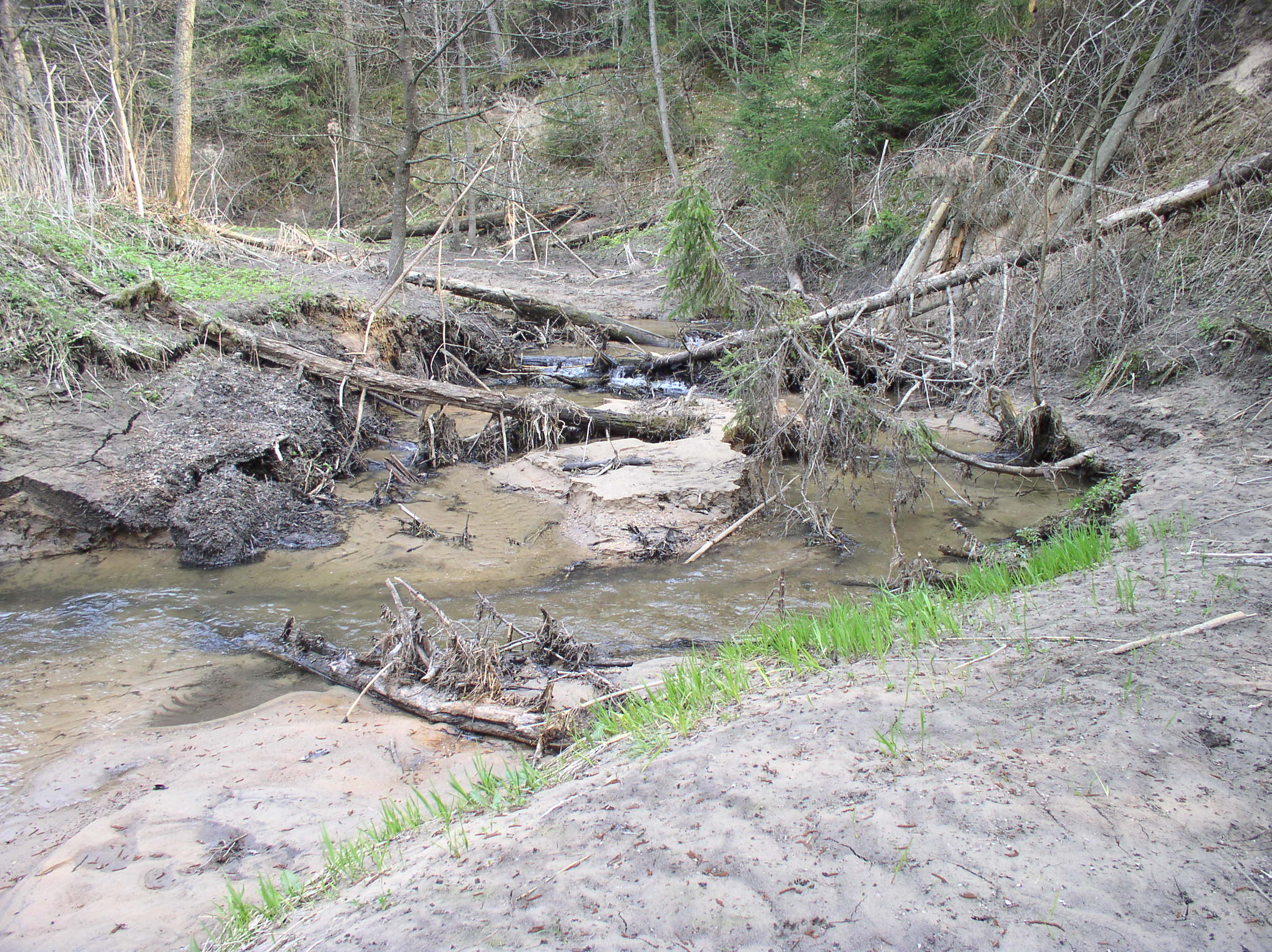